# Semiš

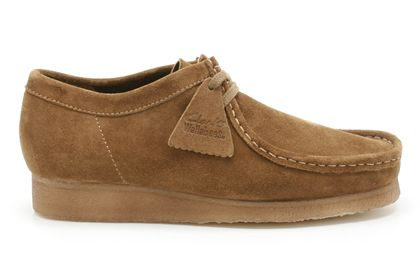
Semišová bota

Semiš nebo velur je označení pro druh usně, kůže upravené broušením na rubové straně. Rubová strana se stává pohledovou a vyznačuje se vlasem – jemnou „chlupatostí“, která vyžaduje údržbu kartáčováním a impregnaci. Používá se zejména na výrobu obuvi, dále galanterie apod., ale také pracovních rukavic.
Podobně upravenou usní je nubuk, který se však vyrábí broušením na lícové straně kůže. Vyznačuje se hladším, sametovým povrchem, který je náchylnější na poškození.